# 倉阪鬼一郎
倉阪 鬼一郎（くらさか きいちろう、1960年1月28日 –）は、日本の小説家・評論家・俳人・翻訳家。
環境経済学者の倉阪秀史は実弟。名字を「倉坂」と誤記されることが多い。

## 経歴
三重県上野市（現・伊賀市）生まれ。三重県立上野高等学校、早稲田大学第一文学部文芸科卒業。早稲田大学大学院日本文学専攻中退。
早稲田大学時代は「幻想文学会」に所属し、東雅夫、浅羽通明らと知り合う。東がのちに創刊した雑誌『幻想文学』には、レビュー等を大量に寄稿する。また、「幻想文学会」の分科会として「幻想短歌会」を主宰した。
大学事務員として就職したもののフリーライターを志望して退職する。しかし生計が成り立たず印刷会社に入社、文字校正係として11年間勤務の後、退職。校正者としては有能であったが、会社では浮いた存在であり、無意味な集団活動等には参加せず(末期には、病死した直属上司の通夜への顔出しさえ断っている)、また、顧客からの理不尽な要求に逆上することも多かった。この11年間の経験は、のちに『活字狂想曲』として出版されている。これは後日の回想ではなく、勤務と平行してひそかに同人誌に連載していたものに注記を加えたものだが、一方的な会社批判に終始せず、異分子としての自己をも、かなり客観的に描いている。
1987年短篇集『地底の鰐、天上の蛇』（幻想文学出版会）でデビュー。1995年、短編「赤い羽根の秘密」で日本ホラー小説大賞最終候補作に。第二短編集『怪奇十三夜』（幻想文学出版会）を経て、1997年『百鬼譚の夜』（出版芸術社）で再デビュー。
初期は「日本唯一の怪奇小説家」を名乗っていたが、再デビュー後は、モダン・ホラー的な作品、本格ミステリとホラーとの融合作品、奇抜な趣向を偏執的に凝らしたバカミス（バカミステリー）など、速筆を保ちつつ作風を広げる。現在の自称は「特殊小説家」。また、海外怪奇小説の翻訳も多数手掛けているほか、俳人として句集も出している。
近年は時代小説にも進出し、いわゆる「文庫書き下ろし時代小説」作家の1人に数えられる。

## 人物
昭和レトロ歌謡のマニアで、作家仲間などとのカラオケではナツメロを歌いまくる。また作曲も趣味。将棋、囲碁も趣味でそれぞれ有段の腕前でトライボーディアンにも参加している。マラソンやトライアスロンも趣味としており、トライボーディアンとトライアスロンを両方やっているのは自分だけではないかとしている。
「ミーコ姫」となづけた黒猫のぬいぐるみが長年のパートナーだったが、2006年、唐突にミステリマニアの女性と遠距離恋愛の末、結婚。茅ヶ崎に転居した。なお、婚約発表時のウェブ日記には「暗く長く寂しかった前半生に別れを告げ、遅ればせながら生誕の災厄派から祝福派に転向しようかと思っております」と記した。
独身時代は、大の偏食で肉・卵類が一切食べられなかったが（そのため、蕎麦の食べ歩きをよくしていた）、結婚を機に改善中。また本物の猫を飼うようにもなった。
2007年には長女が誕生した。
現代俳句協会、日本推理作家協会、本格ミステリ作家クラブ、日本歴史時代作家協会、各会員。日本SF作家クラブ会員だったが、2014年に退会。

## 作品リスト

### 現代小説

#### ゴーストハンターと黒川シリーズ
- 百鬼譚の夜（1997年7月 出版芸術社）
- 赤い額縁（1998年9月 幻冬舎）
- 白い館の惨劇（1999年12月 幻冬舎）
- 青い館の崩壊 ブルー・ローズ殺人事件（2002年7月 講談社ノベルス / 2005年7月 講談社文庫）
- 紫の館の幻惑 卍卍教殺人事件（2005年6月 講談社ノベルス）

#### 事件シリーズ
- 田舎の事件（1999年7月 幻冬舎 / 2003年6月 幻冬舎文庫）
- 不可解な事件（2000年10月 幻冬舎文庫）
- 学校の事件（2003年8月 幻冬舎 / 2006年12月 幻冬舎文庫）

#### ひらがな三文字シリーズ
- うしろ（2007年3月 角川ホラー文庫）
- すきま（2008年6月 角川ホラー文庫）
- ひだり（2009年4月 角川ホラー文庫）
- さかさ（2010年2月 角川ホラー文庫）
- おそれ（2011年4月 角川ホラー文庫）

#### 上小野田警部シリーズ
- 紙の碑に泪を 上小野田警部の退屈な事件（2008年9月 講談社ノベルス）
- 新世界崩壊 上小野田警部の恥辱の事件（2010年9月 講談社ノベルス）
- 不可能楽園〈蒼色館〉 上小野田警部、最後の事件（2012年9月 講談社ノベルス）

#### 美術調律者・影シリーズ
- 赤い球体 美術調律者・影（2012年9月 角川ホラー文庫）
- 黒い楕円 美術調律者・影（2012年11月 角川ホラー文庫）
- 白い封印 美術調律者・影（2013年3月 角川ホラー文庫）
- 大いなる闇の喚び声 美術調律者、最後の戦い（2015年6月 創土社）

#### その他
- 地底の鰐、天上の蛇（1987年8月 幻想文学出版局）
- 怪奇十三夜（1992年4月 幻想文学出版局）
- 妖かし語り（1998年7月 出版芸術社）
- 死の影（1999年6月 廣済堂文庫 / 2004年3月 ワンツーポケットノベルス）
- 緑の幻影（1999年9月 出版芸術社）
- 迷宮 Labirynth（2000年1月 講談社ノベルス）
- ブラッド（2000年4月 集英社 / 2003年2月 集英社文庫）
- 屍船（2000年8月 徳間書店）
- 文字禍の館（2000年11月 祥伝社文庫）
- 首のない鳥（2000年12月 祥伝社ノン・ノベル）
- サイト（2001年4月 徳間書店）
- 四重奏 Quartet（2001年4月 講談社ノベルス）
- ワンダーランドin大青山（2001年6月 集英社 / 2004年6月 集英社文庫）
- 百物語異聞（2001年9月 出版芸術社）
- BAD（2001年9月 エニックスEXノベルズ）
  - 【改題】殺人鬼教室 BAD（2013年6月 TO文庫）
- 十三の黒い椅子（2001年12月 講談社）
- 夢見の家（2002年8月 集英社）
- 内宇宙への旅（2002年9月 徳間デュアル文庫）
- 泉（2002年12月 白泉社）
  - 【改題】百物語の娘―泉―（2013年7月 TO文庫）
- 鳩が来る家（2003年1月 光文社文庫）
- 無言劇（2003年6月 東京創元社）
- The End（2003年12月 双葉社）
- 大鬼神 平成陰陽師国防指令（2004年5月 祥伝社ノン・ノベル）
- 42.195 すべては始めから不可能だった（2004年7月 光文社カッパ・ノベルス）
- 十人の戒められた奇妙な人々（2004年7月 集英社）
- 呪文字（2004年8月 光文社文庫）
- 冥い天使のための音楽（2005年1月 原書房ミステリー・リーグ）
- 汝らその総ての悪を（2005年9月 河出書房新社）
- 泪坂（2005年9月 光文社文庫）
- 下町の迷宮、昭和の幻（2006年7月 実業之日本社 / 2012年6月 実業之日本社文庫）
- ダークネス（2006年8月 早川書房）
- 騙し絵の館（2007年3月 東京創元社）
- 四神金赤館銀青館不可能殺人（2007年7月 講談社ノベルス）
- 留美のために（2007年9月 原書房ミステリー・リーグ）
- 湘南ランナーズ・ハイ（2007年12月 出版芸術社）
- ブランク 空白に棲むもの（2007年12月 理論社ミステリーYA!）
- 遠い旋律、草原の光（2009年4月 早川書房）
- 夜になっても走り続けろ（2009年6月 実業之日本社ジョイ・ノベルス）
- 三崎黒鳥館白鳥館連続密室殺人（2009年9月 講談社ノベルス） - 第3回世界バカミス☆アワード受賞
- 恐怖之場所、死にます。（2010年1月 竹書房文庫）
- 忍者ルネッサンス!（2010年2月 出版芸術社）
- 薔薇の家、晩夏の夢（2010年6月 東京創元社）
- 五色沼黄緑館藍紫館多重殺人（2011年9月 講談社ノベルス）
- 八王子七色面妖館密室不可能殺人（2013年9月 講談社ノベルス）
- 波上館の犯罪（2014年8月 講談社ノベルス）
- 桜と富士と星の迷宮（2016年1月 講談社ノベルス）
- 魔界への入口 クトゥルー短編集（2017年4月 創土社）
- 鉄道探偵団 まぼろしの踊り子号（2017年10月 講談社ノベルス）
- 永久のゼッケン 多摩川ブルーにほほえみを （出版芸術社、2019年3月）
- 24時間走の幻影（実業之日本社文庫、2021年10月）

### 時代小説

#### 火盗改香坂主悦シリーズ
- 影斬り 火盗改香坂主税（2008年12月 双葉文庫）
- 風斬り 火盗改香坂主税（2009年9月 双葉文庫）
- 花斬り 火盗改香坂主悦（2010年9月 双葉文庫）

#### 小料理のどか屋人情帖シリーズ
同シリーズで、2021年、日本歴史時代作家協会賞を受賞。
- 人生の一椀 小料理のどか屋人情帖（2010年11月 二見時代小説文庫）
- 倖せの一膳 小料理のどか屋人情帖2（2011年3月 二見時代小説文庫）
- 結び豆腐 小料理のどか屋人情帖3（2011年7月 二見時代小説文庫）
- 手毬寿司 小料理のどか屋人情帖4（2011年11月 二見時代小説文庫）
- 雪花菜飯 小料理のどか屋人情帖5（2012年3月 二見時代小説文庫）
- 面影汁 小料理のどか屋人情帖6（2012年8月 二見時代小説文庫）
- 命のたれ 小料理のどか屋人情帖7（2012年12月 二見時代小説文庫）
- 夢のれん 小料理のどか屋人情帖8（2013年5月 二見時代小説文庫）
- 味の船 小料理のどか屋人情帖9（2013年10月 二見時代小説文庫）
- 希望粥 小料理のどか屋人情帖10（2014年3月 二見時代小説文庫）
- 心あかり 小料理のどか屋人情帖11（2014年7月 二見時代小説文庫）
- 江戸は負けず 小料理のどか屋人情帖12（2014年11月 二見時代小説文庫）
- ほっこり宿 小料理のどか屋人情帖13（2015年2月 二見時代小説文庫）
- 江戸前 祝い膳 小料理のどか屋人情帖14（2015年6月 二見時代小説文庫）
- ここで生きる 小料理のどか屋人情帖15（2015年10月 二見時代小説文庫）
- 天保つむぎ糸 小料理のどか屋人情帖16（2016年2月 二見時代小説文庫）
- ほまれの指 小料理のどか屋人情帖17（2016年6月 二見時代小説文庫）
- 走れ、千吉 小料理のどか屋人情帖18（2016年11月 二見時代小説文庫）
- 京なさけ 小料理のどか屋人情帖19（2017年3月 二見時代小説文庫）
- きずな酒 小料理のどか屋人情帖20（2017年7月 二見時代小説文庫）
- あっぱれ街道 小料理のどか屋人情帖21（2017年11月 二見時代小説文庫）
- 江戸ねこ日和 小料理のどか屋人情帖22 （2018年2月 二見時代小説文庫）
- 兄さんの味 小料理のどか屋人情帖23 （2018年6月 二見時代小説文庫）
- 風は西から 小料理のどか屋人情帖24 （2018年10月 二見時代小説文庫）
- 千吉の初恋 小料理のどか屋人情帖25 （2019年2月 二見時代小説文庫）
- 親子の十手 小料理のどか屋人情帖26 （2019年6月 二見時代小説文庫）
- 十五の花板 小料理のどか屋人情帖27 （2019年10月 二見時代小説文庫）
- 風の二代目 小料理のどか屋人情帖28 （2020年2月 二見時代小説文庫）
- 若おかみの夏 小料理のどか屋人情帖29 （2020年6月 二見時代小説文庫）
- 新春新婚 小料理のどか屋人情帖30 （2020年10月 二見時代小説文庫）
- 江戸早指南 小料理のどか屋人情帖31 （2021年2月 二見時代小説文庫）
- 幸くらべ 小料理のどか屋人情帖32 （2021年6月 二見時代小説文庫）

#### 裏町奉行闇仕置シリーズ
- 黒州裁き 裏町奉行闇仕置（2012年3月 ベスト時代文庫）
- 大名斬り 裏町奉行闇仕置（2012年8月 ベスト時代文庫）

#### 人情処深川やぶ浪シリーズ
- あられ雪 人情処深川やぶ浪（2012年11月 光文社時代小説文庫）
- おかめ晴れ 人情処深川やぶ浪（2013年5月 光文社時代小説文庫）
- きつね日和 人情処深川やぶ浪（2013年11月 光文社時代小説文庫）
- 開運せいろ 人情処深川やぶ浪（2014年6月 光文社時代小説文庫）
- 出世おろし 人情処深川やぶ浪（2014年12月 光文社時代小説文庫）

#### 若さまシリーズ
- 若さま包丁人情駒（2013年2月 徳間文庫）
- 飛車角侍 若さま包丁人情駒（2013年8月 徳間文庫）
- 大勝負 若さま包丁人情駒（2014年4月 徳間文庫）
- 闇成敗 若さま天狗仕置き（2014年10月 徳間文庫）
- 狐退治 若さま闇仕置き（2015年8月 徳間文庫）
- あまから春秋 若さま影成敗（2015年12月 徳間時代小説文庫）
- 国盗り慕情 若さま大転身（2016年10月 徳間時代小説文庫）
- 諸国を駆けろ 若さま大団円（2017年8月 徳間時代小説文庫）

#### 品川人情串一本差しシリーズ
- 海山の幸 品川人情串一本差し（2013年12月 角川文庫）
- 街道の味 品川人情串一本差し2（2014年2月 角川文庫）
- 宿場魂 品川人情串一本差し3（2014年4月 角川文庫）

#### 一本うどんシリーズ
- 一本うどん 八丁堀浪人江戸百景（2014年5月 宝島社文庫）
- 名代一本うどん よろづお助け（2014年11月 宝島社文庫）

#### 品川しみづや影絵巻シリーズ
- 迷い人 品川しみづや影絵巻（2015年2月 角川文庫）
- 世直し人 品川しみづや影絵巻（2015年5月 角川文庫）

#### 大江戸隠密おもかげ堂シリーズ
- 大江戸隠密おもかげ堂 笑う七福神（2015年4月 実業之日本社文庫）
- 大江戸隠密おもかげ堂 からくり成敗（2016年4月 実業之日本社文庫）
- 大江戸隠密おもかげ堂 料理まんだら（2017年4月 実業之日本社文庫）

#### 南蛮おたね夢料理シリーズ
- ようこそ夢屋へ 南蛮おたね夢料理（2015年10月 光文社時代小説文庫）
- まぼろしのコロッケ 南蛮おたね夢料理(二)（2016年3月 光文社時代小説文庫）
- 母恋わんたん 南蛮おたね夢料理(三)（2016年8月 光文社時代小説文庫）
- 花たまご情話 南蛮おたね夢料理(四)（2017年1月 光文社時代小説文庫）
- 桑の実が熟れる頃 南蛮おたね夢料理(五)（2017年7月 光文社時代小説文庫）
- ふたたびの光 南蛮おたね夢料理（光文社文庫、光文社、2018年1月）
- ゆめかない膳 南蛮おたね夢料理（光文社文庫、光文社、2018年7月）
- よこはま象山揚げ 南蛮おたね夢料理（光文社文庫、光文社、2019年1月）
- 慶応えびふらい 南蛮おたね夢料理（光文社文庫、光文社、2019年7月）
- 夢の帆は永遠に 南蛮おたね夢料理（光文社文庫、光文社、2020年1月）

#### 藤掛右京シリーズ
- 包丁人八州廻り（2016年6月 宝島社文庫）
- 上州すき焼き鍋の秘密 関八州料理帖（2017年5月 宝島社文庫）

#### 大江戸秘脚便シリーズ
- 大江戸秘脚便（2016年7月 講談社文庫）
- 娘飛脚を救え 大江戸秘脚便（2016年12月 講談社文庫）
- 開運十社巡り 大江戸秘脚便（2017年5月 講談社文庫）
- 決戦、武甲山 大江戸秘脚便 （2018年1月、講談社文庫）

#### 廻船料理なには屋シリーズ
- 帆を上げて 廻船料理なには屋 （徳間文庫、徳間書店、2017年12月）
- 荒波越えて 廻船料理なには屋 （徳間文庫、徳間書店、2018年5月）
- 涙をふいて 廻船料理なには屋 （徳間文庫、徳間書店、2018年11月）
- 肝っ玉千都丸 廻船料理なには屋 （徳間文庫、徳間書店、2019年5月）

#### 八丁堀の忍シリーズ
- 八丁堀の忍 １ （講談社文庫、講談社、2018年8月）
- 八丁堀の忍 ２ 大川端の死闘 （講談社文庫、講談社、2019年3月）
- 八丁堀の忍 ３ 遙かなる故郷 （講談社文庫、講談社、2019年11月）
- 八丁堀の忍 ４ 隻腕の抜け忍 （講談社文庫、講談社、2020年9月）
- 八丁堀の忍 ５ 討伐隊、動く （講談社文庫、講談社、2021年7月）

#### 裏・町奉行闇仕置シリーズ
- 裏・町奉行闇仕置 黒州裁き （コスミック・時代文庫、コスミック出版、2018年10月）
- 裏・町奉行闇仕置 死闘一点流 （コスミック・時代文庫、コスミック出版、2018年12月）
- 裏・町奉行闇仕置 鬼面地獄 （コスミック・時代文庫、コスミック出版、2019年6月）
- 裏・町奉行闇仕置 決戦隠れ忍び （コスミック・時代文庫、コスミック出版、2019年12月）

#### 人情料理わん屋シリーズ
- 人情料理わん屋 （実業之日本社文庫、実業之日本社、2019年4月）
- しあわせ重ね （実業之日本社文庫、実業之日本社、2019年10月）
- 夢あかり （実業之日本社文庫、実業之日本社、2020年4月）
- きずな水 （実業之日本社文庫、実業之日本社、2020年10月）
- お助け椀 （実業之日本社文庫、実業之日本社、2021年4月）

#### 諸国廻りシリーズ
- 天狗の鼻を討て 見参、諸国廻り （徳間時代小説文庫、徳間書店、2020年2月）
- 鬼の首を奪れ 潜入、諸国廻り （徳間時代小説文庫、徳間書店、2020年8月）
- 幻の船を追え 漂流、諸国廻り （徳間時代小説文庫、徳間書店、2021年2月）
- 悪代官を斃せ 奮闘、諸国廻り （徳間時代小説文庫、徳間書店、2021年8月）

#### お江戸甘味処谷中はつねやシリーズ
- かえり花 （幻冬舎時代小説文庫、幻冬舎、2020年6月）
- 腕くらべ （幻冬舎時代小説文庫、幻冬舎、2020年12月）
- 思い出菓子市 （幻冬舎時代小説文庫、幻冬舎、2021年6月）

#### 夢屋台なみだ通りシリーズ
- 夢屋台なみだ通り （光文社時代小説文庫、光文社、2020年9月）
- 幸福団子 夢屋台なみだ通り ２ （光文社時代小説文庫、光文社、2021年3月）
- 陽はまた昇る 夢屋台なみだ通り 3 （光文社時代小説文庫、光文社、2021年9月）

#### 八州廻り料理帖シリーズ
- まぼろし成敗 （コスミック・時代文庫、コスミック出版、2020年5月）
- 隠れ真田の秘密 （コスミック・時代文庫、コスミック出版、2020年11月）

#### その他
- 深川まぼろし往来 素浪人鷲尾直十郎 夢想剣（2009年5月 光文社時代小説文庫）
- もどりびと 桜村人情歳時記（2015年5月 宝島社文庫）
- 人情の味 本所松竹梅さばき帖（2016年5月 コスミック・時代文庫）
- からくり亭の推し理（2017年6月 幻冬舎時代小説文庫）
- 聖剣裁き 浅草三十八文見世裏帳簿（2017年9月 コスミック・時代文庫）
- 悪大名裁き 鬼神観音闇成敗 （コスミック・時代文庫、コスミック出版、2018年3月）
- ぬりかべ同心判じ控 （幻冬舎時代小説文庫、幻冬舎、2019年2月）
- 人情めし江戸屋 剣豪同心と鬼与力 （コスミック・時代文庫、コスミック出版、2021年5月）

### アンソロジー
「」内が倉阪鬼一郎の作品

#### 異形コレクション
- 1 ラブ・フリーク（1998年1月 廣済堂文庫）「老年」
- 3 変身（1998年3月 廣済堂文庫）「福助旅館」
- 5 水妖（1998年7月 廣済堂文庫）「水妖記」
- 6 屍者の行進（1998年9月 廣済堂文庫）「草笛の鳴る夜」
- 8 月の物語（1999年1月 廣済堂文庫）「プレイルーム」
- 9 グランドホテル（1999年3月 廣済堂文庫）「雪夫人」
- 10 時間怪談（1999年5月 廣済堂文庫）「墓碑銘」
- 11 トロピカル（1999年7月 廣済堂文庫）「屍船」
- 12 GOD（1999年9月 廣済堂文庫）「茜村より」
- 13 俳優（1999年11月 廣済堂文庫）「白い呪いの館」
- 14 世紀末サーカス（2000年1月 廣済堂文庫）「夢の中の宴」
- 16 帰還（2000年9月 光文社文庫）「骸列車」
- 18 幽霊船（2001年2月 光文社文庫）「鳩が来る家」
- 19 夢魔（2001年6月 光文社文庫）「片靴」
- 21 マスカレード（2002年1月 光文社文庫）「裏面」
- 22 恐怖症（2002年5月 光文社文庫）「布」
- 24 酒の夜語り（2002年12月 光文社文庫）「夢淡き、酒」
- 26 夏のグランドホテル（2003年6月 光文社文庫）「影踏み遊び」
- 29 黒い遊園地（2004年4月 光文社文庫）「死の仮面」
- 33 オバケヤシキ（2005年8月 光文社文庫）「四」
- 37 伯爵の血族 紅ノ章（2007年4月 光文社文庫）「它川から」
- 39 ひとにぎりの異形（2007年12月 光文社文庫）「一」
- 43 怪物團（2009年8月 光文社文庫）「牛男」
- 47 江戸迷宮（2011年1月 光文社文庫）「常世舟」

#### その他
- さむけ（1999年4月 祥伝社ノン・ポシェット）「天使の指」
- おぞけ（1999年12月 祥伝社ノン・ポシェット）「黒い手」
- 血の12幻想（2000年4月 エニックス / 2002年4月 講談社文庫）「爪」
- 異形ミュージアム2 メタ怪談傑作選 物語の魔の物語（2001年5月 徳間文庫）「猟奇者ふたたび」
- 凶鳥の黒影 中井英夫へ捧げるオマージュ（2004年9月 河出書房新社）「黒月物語」
- 闇夜に怪を語れば 百物語ホラー傑作選（2005年3月 角川ホラー文庫）「百物語異聞」
- 逆想コンチェルト 奏の2（2010年8月 徳間書店）「最終結晶体」
- 怪談実話 FKB 饗宴5（2013年9月 竹書房文庫）「腐」
- 大江戸「町」物語（2013年12月 宝島社文庫）「香り路地」
- クトゥルーを喚ぶ声（2014年2月 創土社）「回転する阿蝸白の呼び声」
- 大江戸「町」物語 月（2014年6月 宝島社文庫）「藍染川慕情」
- 闇のトラペゾヘドロン（2014年8月 創土社）「闇の美術館」
- 大江戸「町」物語 光（2014年10月 宝島社文庫）「廻り橋」

### 歌集・句集
- 月光譚（1982年3月） - 塔英介名義
- 春の匕首（1983年1月）
- 日蝕の鷹、月蝕の蛇（1989年4月 幻想文学出版局）
- 怪奇館（1994年8月 弘栄堂書店）
- 悪魔の句集（1998年3月 邑書林）
- 魑魅 倉阪鬼一郎句集（2003年5月 邑書林）
- アンドロイド情歌（2010年11月 ブックル）
- 世界の終わり／始まり（2017年2月 書肆侃侃房）
- 怖い短歌 （幻冬舎新書、幻冬舎、2018年11月）

### 詩集
- ふるふると顫えながら開く黒い本（2011年2月 ブックル）
- 何も描かれない白い地図帳（2011年6月 ブックル）
- だれのものでもない赤い点鬼簿（2011年10月 ブックル）

### エッセイ・評論
- 『活字狂想曲 怪奇作家の長すぎた会社の日々』（1999年3月 時事通信社 / 2002年8月 幻冬舎文庫）
- 『夢の断片、悪夢の破片 倉阪鬼一郎のブックガイド』（2000年5月 同文書院）
- 『怖い俳句』（2012年7月 幻冬舎新書）
- 『元気が出る俳句』（2014年3月 幻冬舎新書）
- 『猫俳句パラダイス』幻冬舎新書、2017
- 『怖い短歌』（2018年11月 幻冬舎新書）

### 翻訳
- 『定本ラヴクラフト全集』7‐Ⅱ（矢野浩三郎監訳）国書刊行会 1986
- H・R・ウエイクフィールド『赤い館』（西崎憲と共訳）国書刊行会 1996
- T・S・ストリブリング『カリブ諸島の手がかり』世界探偵小説全集 15 国書刊行会 1997.5、河出文庫 2008
- T・S・ストリブリング『ポジオリ教授の事件簿』翔泳社 1999.8

- 森英俊・野村宏平編『乱歩の選んだベスト・ホラー』ちくま文庫 2000（西崎憲らと共訳）
- 『淑やかな悪夢 英米女流怪談集』東京創元社、2000、創元推理文庫 2006（南條竹則、西崎憲と共訳）
- ヒュー・ウォルポール『銀の仮面』国書刊行会・ミステリーの本棚 2001、創元推理文庫 2019（全13篇）